# みどりが丘公園
みどりが丘公園（みどりがおかこうえん）は、愛知県名古屋市緑区にある墓園。

## 概要
「公園と一体となった墓地を設け、緑と水に包まれた憩いとやすらぎの場を提供することにより、市民福祉の向上に寄与する」事を目的として、名古屋市東南部の丘陵地帯に1988年（昭和63年）に設置された墓園（公園墓地）である。北園と南園に分かれており、北園にはいわゆる日本式の普通墓地と洋式の芝生墓地が、南園には普通墓地が配されている。ソメイヨシノやツツジなどが植えられており四季折々の草花も見られる。最終的には総面積60ヘクタール、墓地数47,000区画となる予定で、継続的に工事が進められている。2001年（平成13年）5月には南園入口近くに「みどりが丘公園会館」が設置され、案内所や休憩所として使われている。開門時間は7時～19時（盆や彼岸の時期は6時～19時）で、名古屋市営バスがこの時間に合わせて乗り入れている（徒歩や自転車の場合終日通過可能）。盆や彼岸の時期は園内を巡回する無料バスも約20分間隔で運行される。
墓地は名古屋市に6ヶ月以上継続して住所を有している人が申し込みの上で使用でき、毎年一定の期間を設けて募集が行われている。
公益財団法人 名古屋市みどりの協会が指定管理者となっている。

## 周辺
豊明市側にはくつかけ楪（ゆずりは）浄苑という墓地が隣接しているが、これは公営墓地ではなく豊明市内にある豊明神社が管理する民営墓地である。
南東には勅使池があり、池を取り囲む勅使水辺公園とは隣接している。相互に階段で繋がっているため徒歩で行き来が可能。
相生山病院にも比較的近い。

## 交通
最寄り駅の徳重駅からは約1.5kmの距離にある。名古屋市側から公園の中央を東西に貫通する道路（愛知県道56号名古屋岡崎線）があり（開園後長らく公園で行き止まりになっていたが2017年（平成29年）3月30日に延伸開通した）、東側は豊明市になる。この道路とは別に豊明市側にはもう一つ門があり愛知県道236号春木沓掛線に接続しているが、盆や彼岸など墓参者によって混雑する時期以外は閉鎖されている。
- 名古屋市営地下鉄鶴舞線 原駅
  - 名古屋市営バス（原12号系統）みどりが丘公園行きに乗車、終点または1つ手前の「みどりが丘公園会館」バス停下車。
- 名古屋市営地下鉄桜通線 徳重駅
  - 名古屋市営バス（原12号系統）みどりが丘公園行きに乗車、終点または1つ手前の「みどりが丘公園会館」バス停下車。
  - 徒歩の場合、2番出入口より南東へ約20分強。

※ 豊明市側から乗り入れるバス路線は存在しない。

## ギャラリー

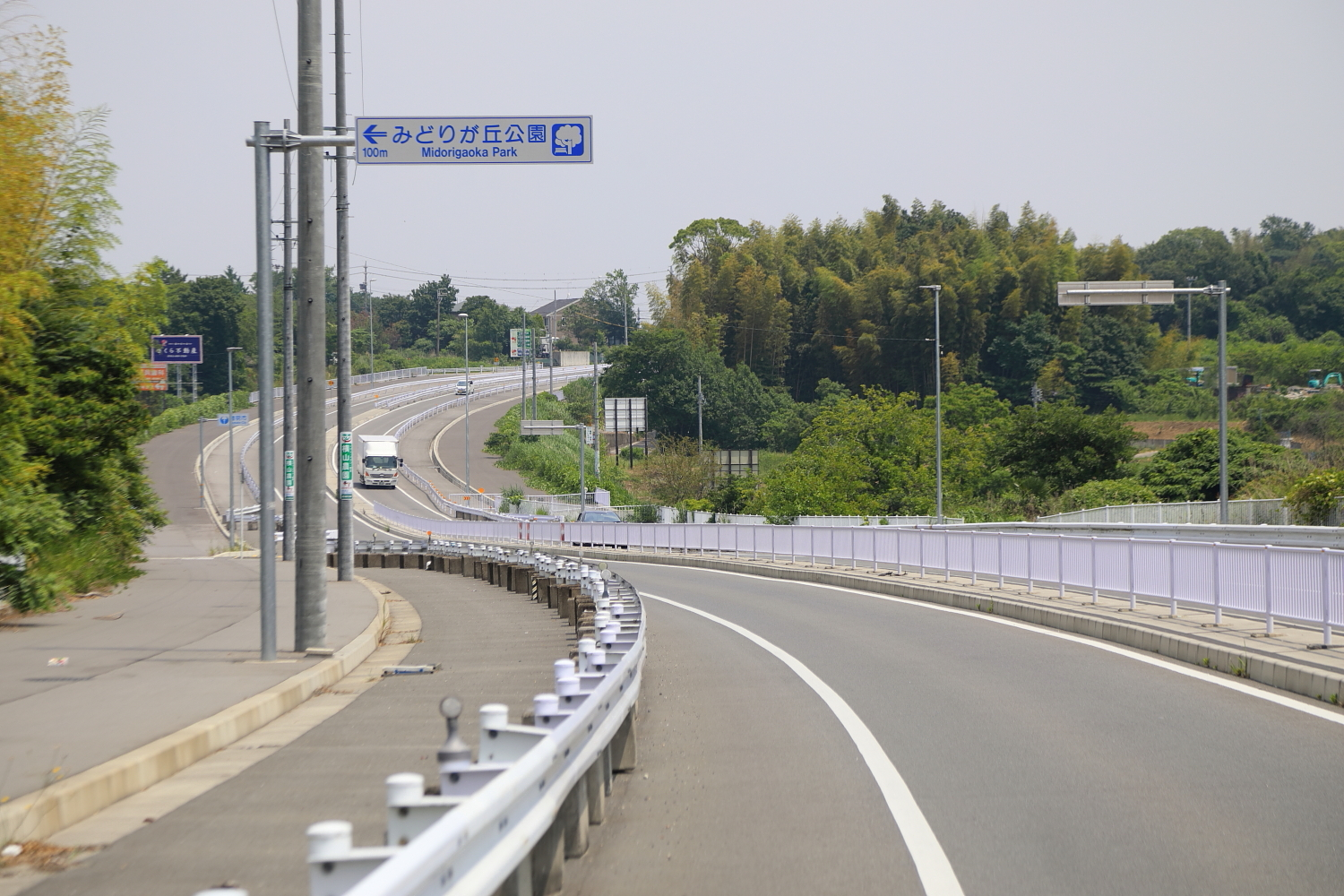
愛知県道56号名古屋岡崎線と公園入口。 （2020年〈令和2年〉6月）
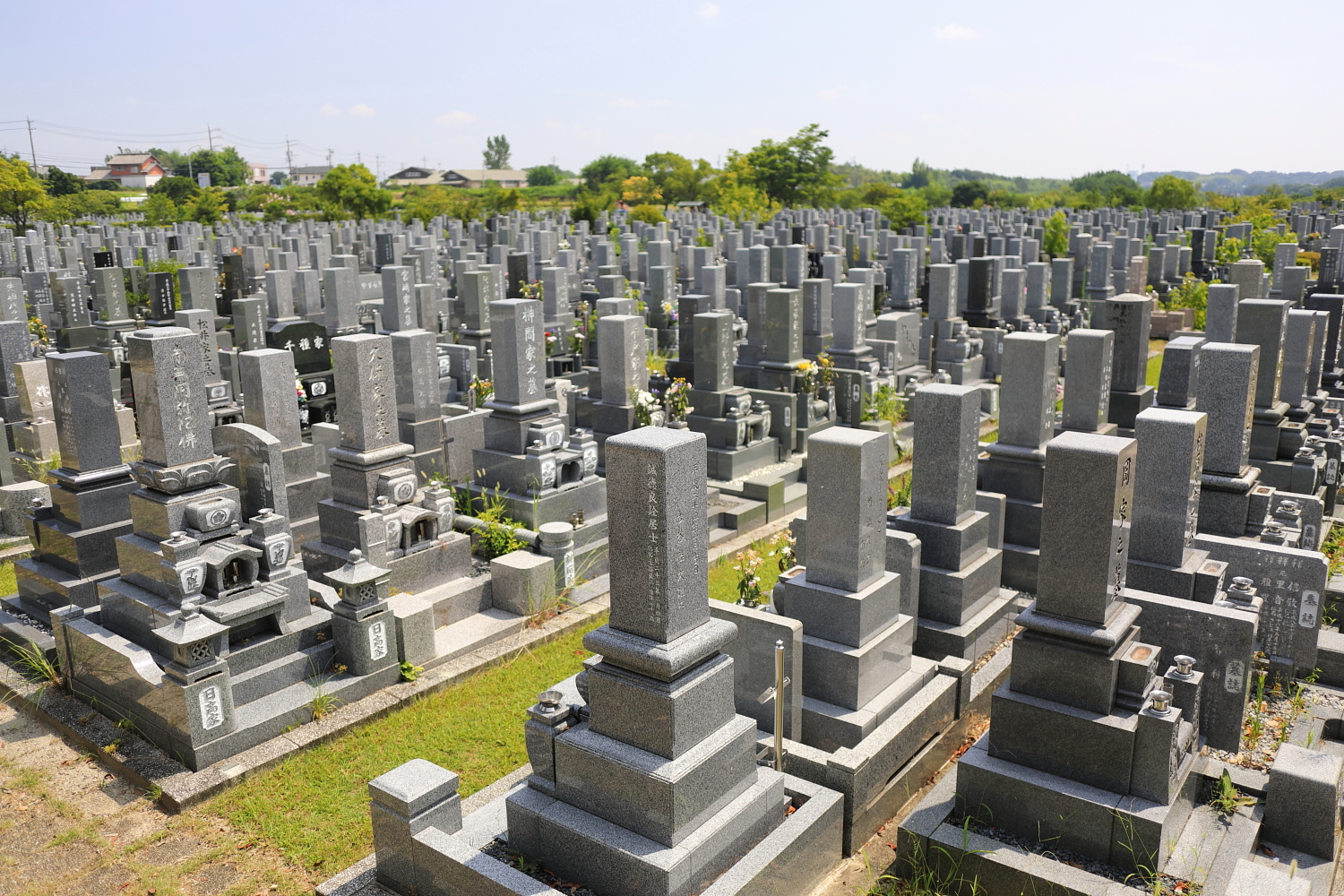
北園の普通墓地。 （2020年〈令和2年〉8月）
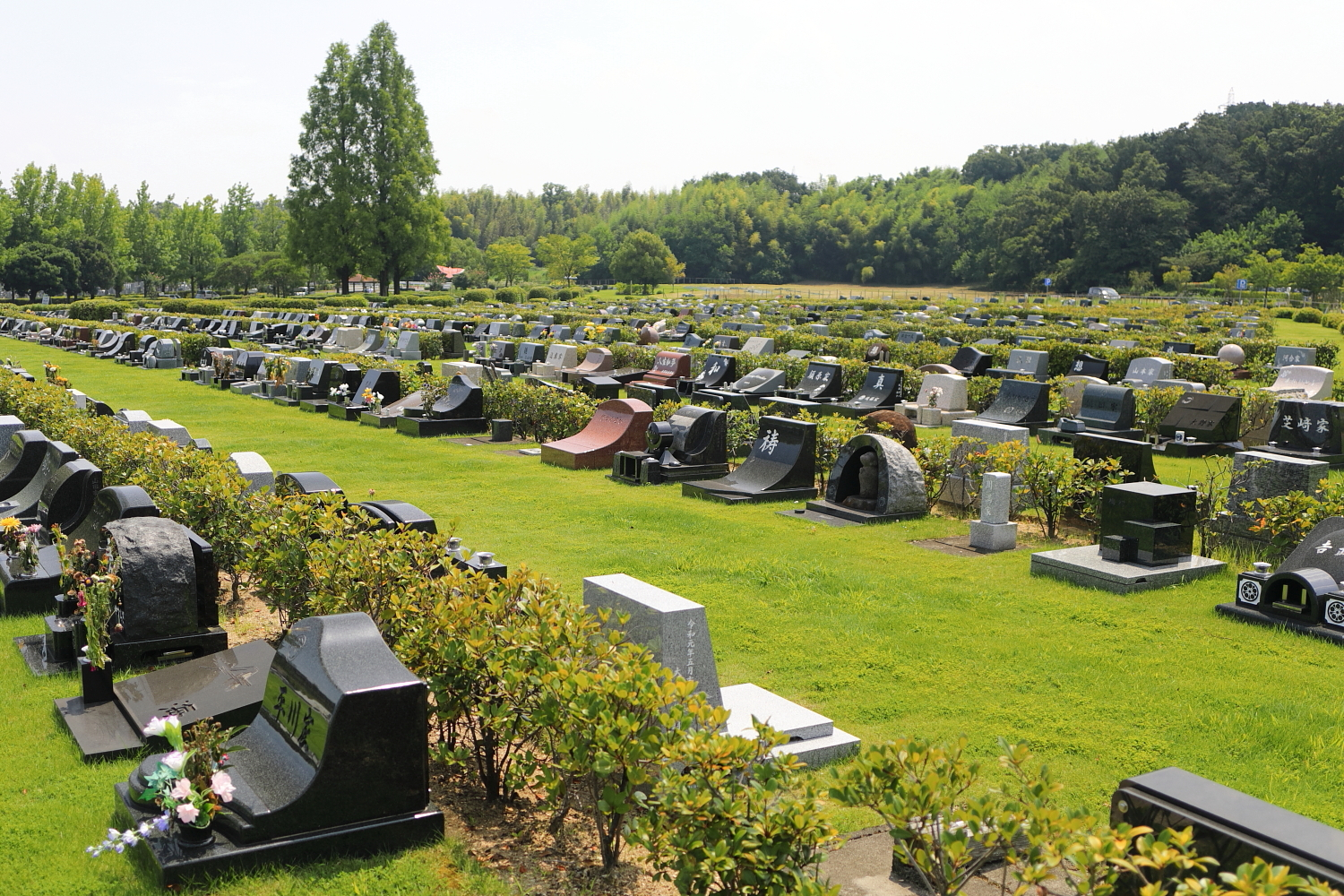
北園の洋式墓地。 （2020年〈令和2年〉8月）
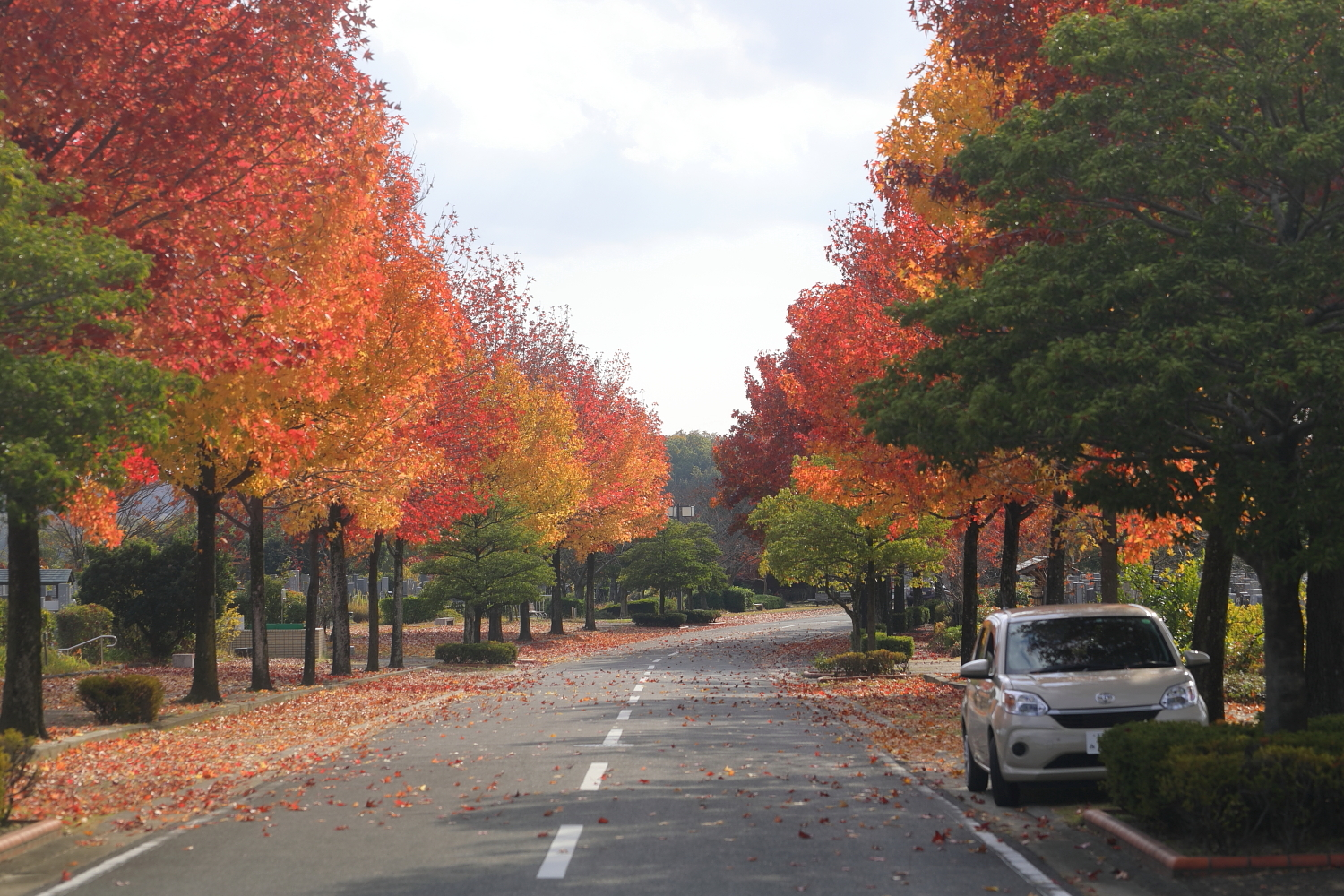
北園の通路。 （2022年（令和4年）11月）
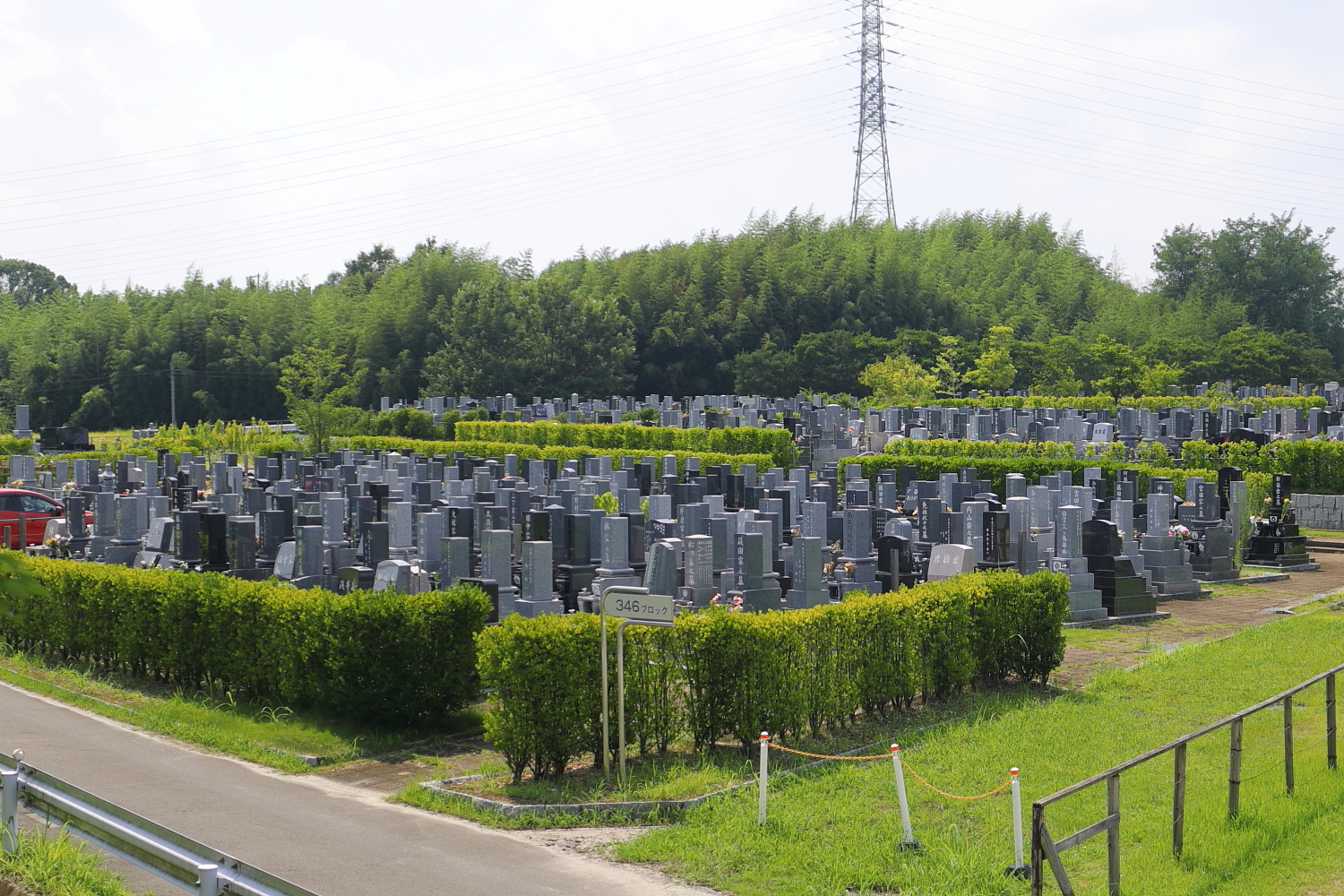
南園の普通墓地。 （2020年〈令和2年〉8月）
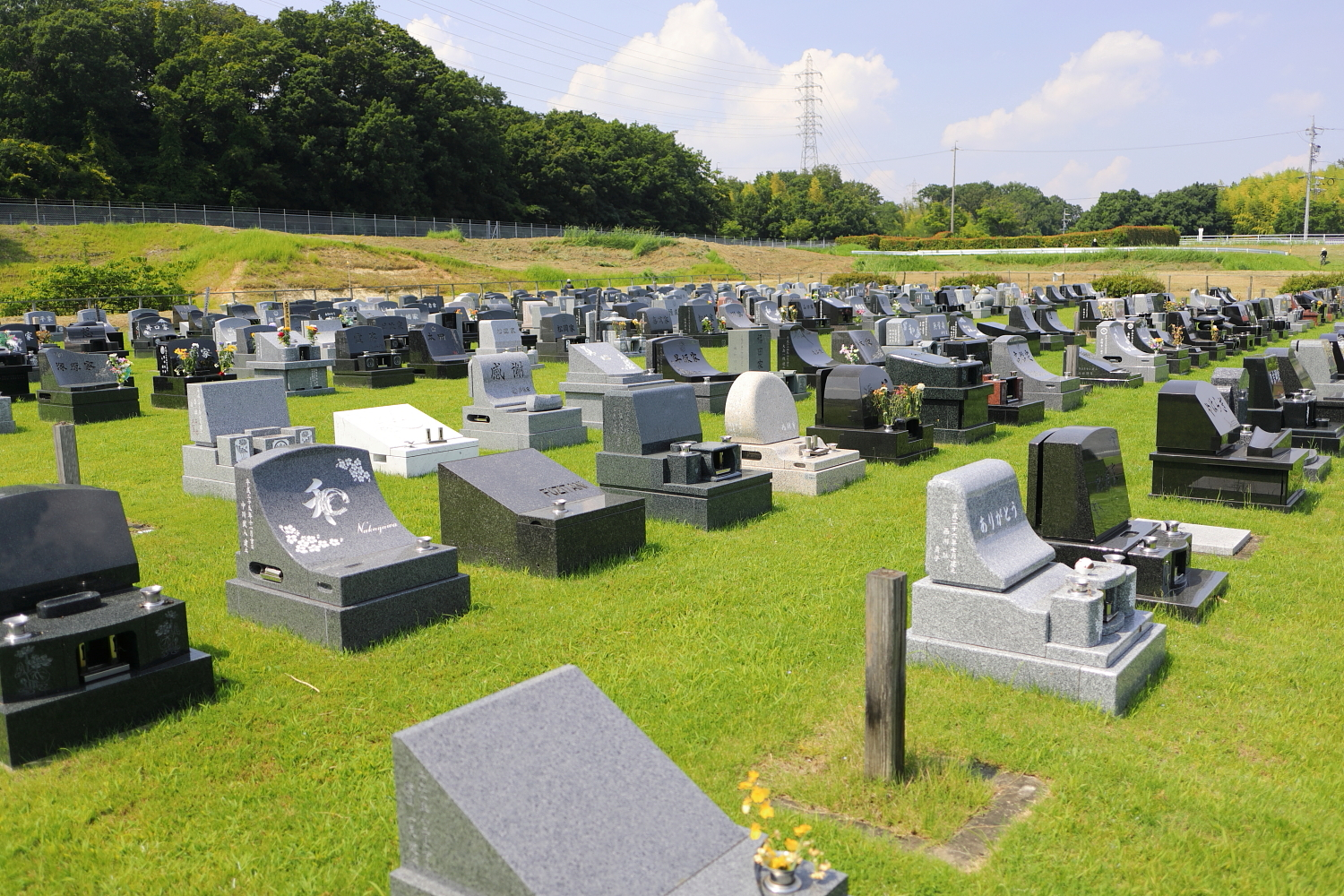
南園の洋式墓地。 （2020年〈令和2年〉8月）
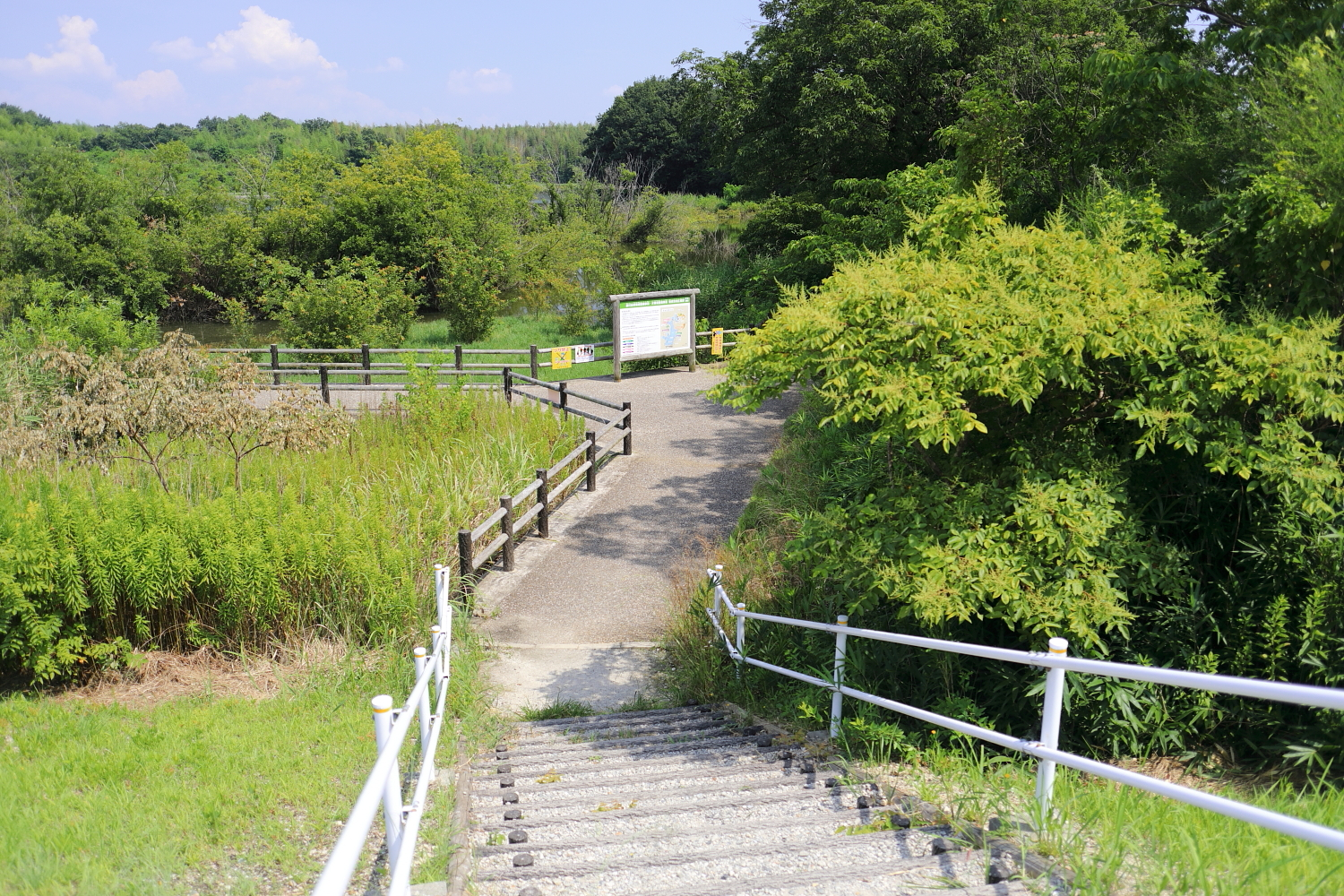
勅使池への散策路。 （2020年〈令和2年〉8月）
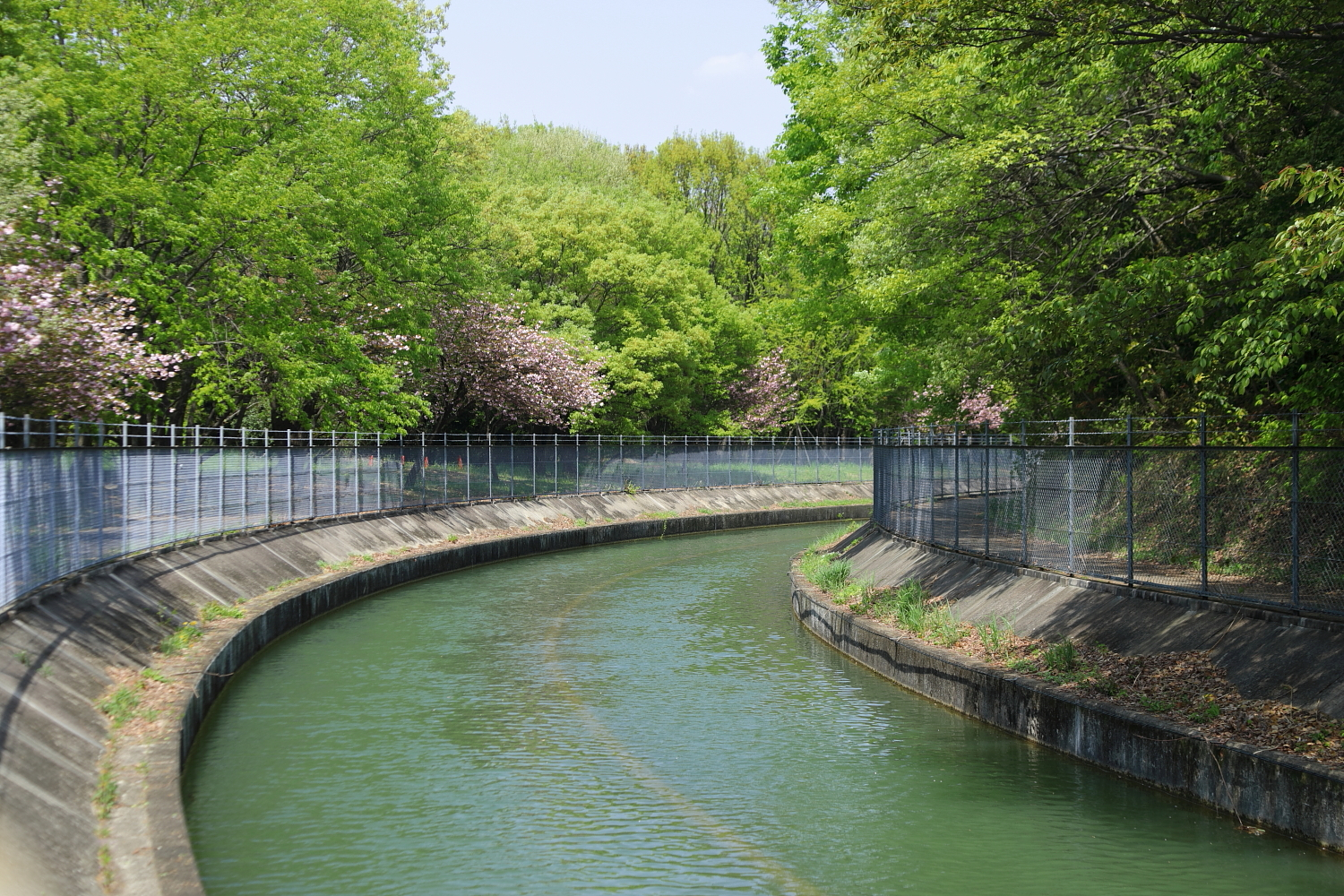
公園内を南下する愛知用水。 （2023年〈令和5年〉4月）
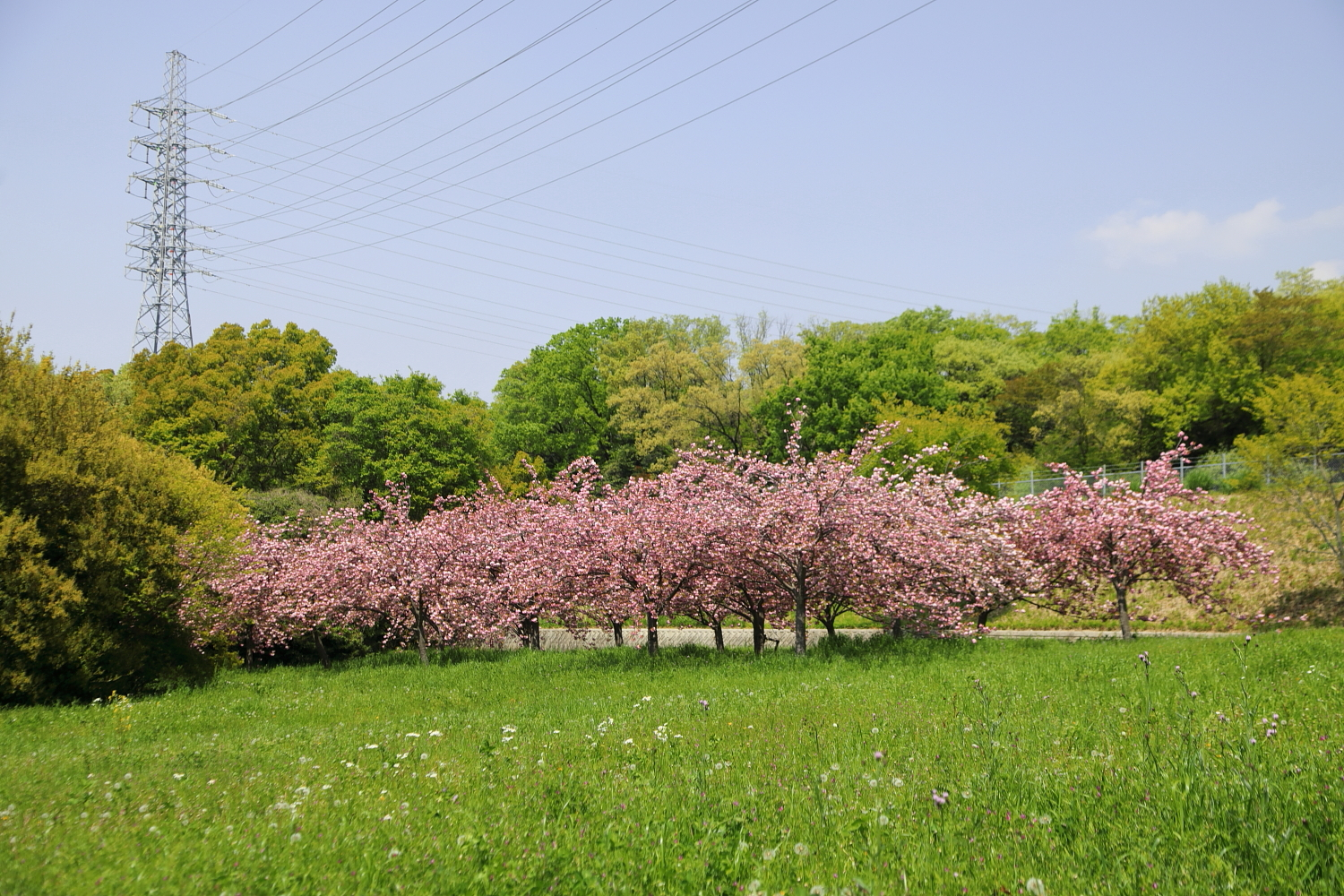
公園内に咲く八重桜。 （2023年〈令和5年〉4月）